# سمتیش
سمتیش (به چکی: Semtěš) یک منطقهٔ مسکونی در جمهوری چک است که در ناحیه کوتنا هورا واقع شده‌است.